# Стронно (гміна Добрч)
Стронно (пол. Stronno, нім. Stronnau) — село в Польщі, у гміні Добрч Бидґозького повіту Куявсько-Поморського воєводства.
Населення — 900 осіб (2011).
У 1975-1998 роках село належало до Бидгощського воєводства.

## Демографія
Демографічна структура станом на 31 березня 2011 року:
|          | Загалом | Допрацездатний вік | Працездатний вік | Постпрацездатний вік |
| -------- | ------- | ------------------ | ---------------- | -------------------- |
| Чоловіки | 452     | 106                | 311              | 35                   |
| Жінки    | 448     | 104                | 263              | 81                   |
| Разом    | 900     | 210                | 574              | 116                  |